# 3032 Evans
3032 Evans este un asteroid din centura principală, descoperit pe 8 februarie 1984 de Edward Bowell.